# Bad Girl
Bad Girl a fost al treilea single de pe albumul din 1992 al Madonnei, Erotica. Melodia a fost prima ei piesă din 1984 pânǎ atunci care a ratat top 20 în Statele Unite.

## Premii
| Anul | Ceremonia | Premiul                       | Rezultatul |
| ---- | --------- | ----------------------------- | ---------- |
| 2009 | Billboard | Cântecele de top ale Madonnei | Locul 48   |